# Patriot PAC-3

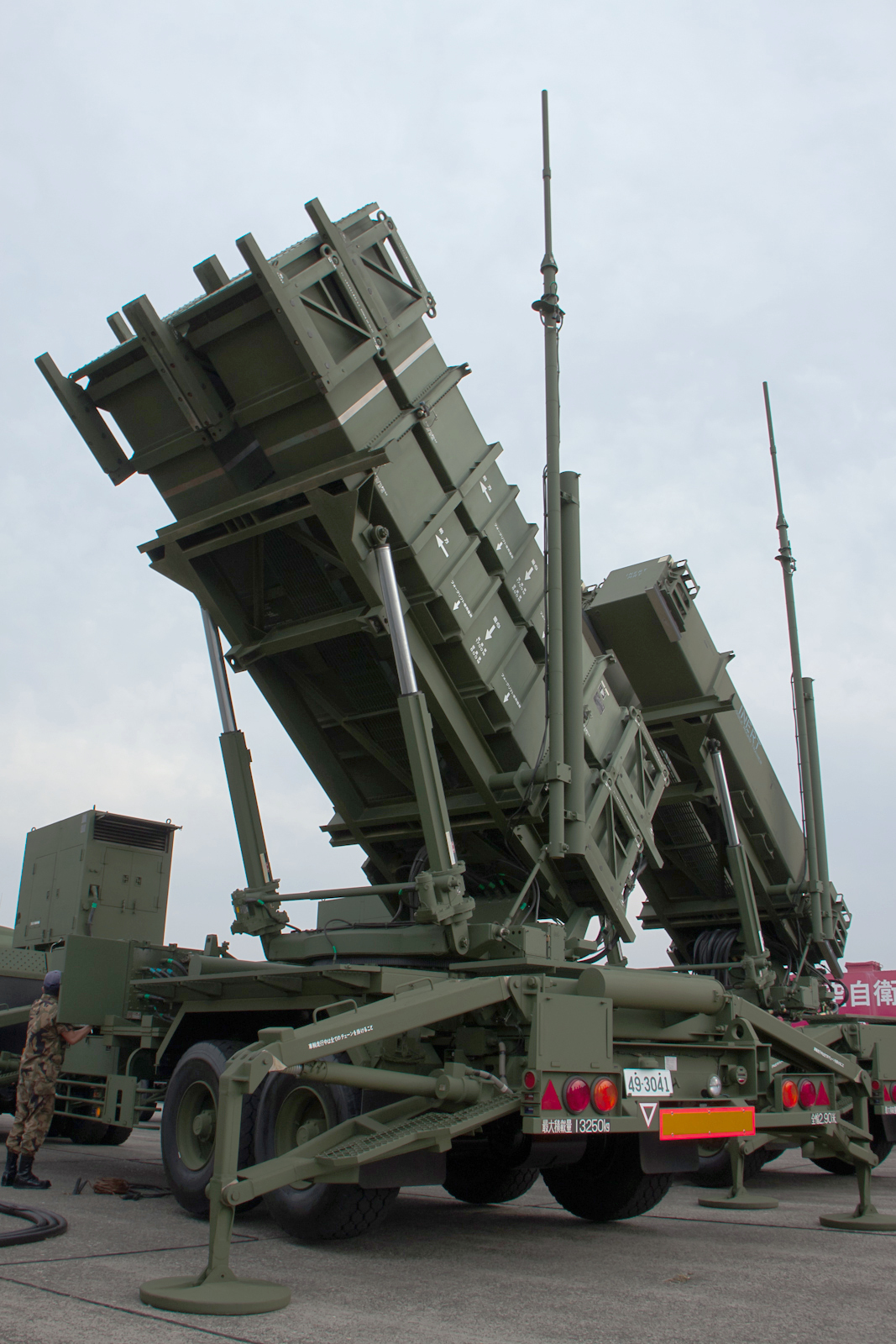
Wyrzutnia systemu M902 Patriot PAC-2 i PAC-3

Patriot PAC-3 (Patriot Advanced Capability 3) – amerykański taktyczny rakietowy system antybalistyczny oparty na kinetycznych pociskach antyrakietowych PAC-3 Missile Segment Enhancement (MSE), służący bezpośredniej obronie obszaru działań bądź zgrupowań wojska, instalacji wojskowych bądź cywilnych oraz skupisk ludności. PAC-3 jest dostosowanym do transportu lotniczego mobilnym lądowym systemem na platformie samochodowej, służącym zwalczaniu rakietowych pocisków balistycznych krótkiego (SRBM) i średniego zasięgu (MRBM) oraz celów powietrznych. System ten częściowo jest ewolucyjnym etapem rozwoju systemu rakietowego MIM-104 Patriot, jako całość jednak stanowi odmienny system. Oparty na technologii hit-to-kill Patriot PAC-3, jest historycznie pierwszym na świecie wprowadzonym do służby oraz użytym bojowo systemem niszczącym cel przez bezpośrednie dostarczenie mu energii kinetycznej własnego pocisku. Stanowiąc dziś podstawowy i najnowocześniejszy element wyposażenia przeciwrakietowego armii Stanów Zjednoczonych, jest elementem terminalnej warstwy amerykańskiego systemu obrony antybalistycznej, a także podstawowym elementem systemu obrony powietrznej kilku innych państw.

## Geneza
Po analizie wniosków płynących z użycia systemów PAC-1 i PAC-2 w trakcie I wojny w Zatoce Perskiej, ustalono wymagania dla nowej generacji systemu Patriot, określając jego nazwę jako Patriot Advanced Capability 3. Włączając w te wymagania kilka już wcześniej planowanych ulepszeń, dodano nowe – zwiększające możliwości nowej generacji systemu. Postanowiono m.in., że nowy system winien być zdolny przeciwdziałać zaawansowanym technologiom stealth, zaawansowanym środkom walki elektronicznej, powietrznym pojazdom bezzałogowym, pociskom manewrującym i antyradarowym, taktycznym pociskom powietrze-ziemia oraz taktycznym rakietowym pociskom balistycznym. Założenia przewidywały, że nowy system będzie łatwy i szybki w dyslokacji, mobilny oraz zdolny do zintegrowanego współdziałania z innymi systemami antybalistycznymi.
W lutym 1994 roku rozstrzygnięto konkurs, w wyniku którego prototyp pocisku z systemem ERINT został wybrany do dalszych prac nad systemem, a w październiku tego roku Lockheed Martin rozpoczął prace nad projektem, rozwojem i produkcją systemu spełniającego konkretne wymagania systemu PAC-3. We wrześniu 1997, Lockheed Martin pomyślnie przeprowadził pierwszy test rozwojowy systemu PAC-3 MSE (Missile Segment Enhancement). Po pierwszych dwóch przeprowadzonych z sukcesem niemających na celu przechwycenia testach (większość założeń została wykonana) przeprowadzono 27 testowych przechwyceń celu, z czego 21 były skuteczne (ok. 78%). Dodatkowo osiągnięto 92% innych podstawowych celów testów, podobnie jak niemal wszystkie cele drugorzędne testów. Dziś, mimo posługiwania się ogólna nazwą systemu „Patriot”, jest to jednak zupełnie inny pocisk niż pocisk systemu firmy Raytheon o podobnej nazwie.
Wprowadzając własny pocisk do systemu Patriot (PAC-3 Conf. 3), Lockheed Martin wprowadził również wiele unowocześnień do całego systemu. Modernizacja części naziemnej objęła m.in. wprowadzenie nowoczesnego kanistra z pociskami, nowego komputerowego systemu zarządzania ogniem oraz nowych systemów elektronicznych wyrzutni (Enhanced Launcher Electronics System – ELES) wraz z oprogramowaniem. Każdy element modernizacji testowany był z osobna, a następnie w ramach całego zintegrowanego systemu. System ten nigdy nie otrzymał kodu MIM-104, a więc kod ten nie odnosi się do PAC-3. Patriot PAC-3 występował dotychczas w trzech konfiguracjach:
PAC-3 Configuration 1
Wszedł do służby w 1995 roku, wprowadzając duże zmiany do ECS, a także nowy procesor radaru dopplerowskiego.
PAC-3 Configuration 2
Wprowadzony w 1996 r., jest kompatybilny z Link 16 JTIDS (Joint Tactical Information Distribution System) oraz wprowadza istotne zmiany radaru zwiększające jego możliwości w zakresie pracy przeciwko celom low-RCS (obniżonej bądź niewielkiej sygnaturze radarowej) oraz pociskom antyradarowym, a także umożliwia obróbkę danych pochodzących z zewnętrznych źródeł wywiadowczych.
Obydwie konfiguracje systemu przerodziły się wkrótce w zastąpione przez najnowszą konfiguracje trzecią i ta stała się podstawą dalszego rozwoju systemu.

## PAC-3 Configuration 3
Wersja Patriot PAC-3 wprowadzona w 2003 r., działająca w technologii hit-to-kill ERINT została maksymalnie zoptymalizowana do zwalczania najnowocześniejszych pocisków i głowic balistycznych, wyposażona w przekonstruowany radar, zdolny do pracy w bardzo zagęszczonym środowisku celów fałszywych, przeznaczony do selekcjonowania i eliminacji wabików spośród celów bojowych, znajdujących się w niewielkiej odległości od siebie. Konfiguracja została opracowana przy decydującym udziale Lockheeda, jest też największą zmianą w całej historii systemu Patriot, najważniejszą jednak z nich jest wprowadzenie całkowicie nowego, opracowanego od podstaw, przez Lockheed Martin, pocisku. Jest on skutkiem zakończenia prac badawczo-projektowych nad wcześniejszym, tymczasowym pociskiem Lockheed Martin ERINT, nieprawidłowo nazywanym często PAC-3, gdyż poprzednie konfiguracje PAC-3 nie używały tego pocisku. Konfiguracja trzecia, dzięki wyposażeniu w nowy, znacznie mniejszy pocisk, umożliwia umieszczenie na wyrzutni nawet do 16 pocisków. O ile jednak wcześniejsze wersje systemu umożliwiały załadowanie wyrzutni jednocześnie pociskami PAC-1 i PAC-2, a nawet wcześniejszych wersji, o tyle wyrzutnie najnowszego systemu PAC-3 uniemożliwiają załadowanie ich pociskami w różnych wersjach.
Konfiguracja ta po raz pierwszy wprowadza całkowicie nowy pocisk (Lockheed Martin ERINT/MSE) oraz:
3 pakiety zmian materialnych:
- Radar Enhacements Phase III wprowadzający znaczące ulepszenia wydajności systemu;
- CDI Phase III zapewniający najwyższą rozdzielczość radaru dalekiego zasięgu;
- Remote Launch/Communication Enhacement Upgrade – system zdalnego odpalania pocisków, zapewniający możliwość zdalnej dyslokacji wyrzutni na polu startowym oraz unowocześnienie systemu głosowej i cyfrowej komunikacji pomiędzy jednostkami.

3 ulepszenia oprogramowania:
- Interoperacyjność i możliwość integracji z system Terminal High Altitude Area Defense – (THAAD), co optymalizuje współpracę między tymi systemami służącymi do obrony antybalistycznej teatru działań na różniących się od siebie wysokościach;
- Joint TMD interoperability zapewniająca sieciową wymianę danych o celach między różnymi systemami antybalistycznymi w danym środowisku działania;
- Lauch Point Determination dla ustalania optymalnego punktu odpalenia pocisku.

W odróżnieniu od poprzednich wersji systemu Patriot pocisk trzeciej konfiguracji otrzymuje przed startem jedynie informacje o typie celu, jego wektorze lotu oraz zakładanym punkcie przechwycenia. Po wystrzale pocisk naprowadzany jest bezwładnościowo, tuż przed celem uruchamiany jest działający w zakresie fal milimetrowych aktywny radar pocisku za pomocą małych silników rakietowych Attitude Control Motors (ACM) precyzyjnie naprowadzający pocisk na kurs zbieżny z celem. W tym zakresie pocisk korzysta ze swojego własnego radaru i samodzielnie dokonuje wszelkich niezbędnych do przechwycenia obliczeń, używa jednak dwukierunkowej komunikacji z własną stacja bazową (radar naziemny, ECS).

### Pocisk
Flexible Lightweight Agile Guided Experiment (FLAGE)
We wczesnych latach 80. XX wieku, amerykański koncern Lockheed Martin prowadził prace nad pociskiem rakietowym dla Agencji Zaawansowanej Obrony Antybalistycznej Armii Stanów Zjednoczonych (ang. U.S. Army’s Advanced Ballistic Missile Defense Agency). Amerykańskie Dowództwo Obrony Strategicznej zmieniło jednak wymagania wobec prototypu pocisku, domagając się umieszczenia w nim radaru samonaprowadzającego, zdolnego doprowadzić pocisk do bezpośredniego uderzenia i zniszczenia celu w atmosferze, za pomocą energii kinetycznej. Po zawarciu odpowiedniego kontraktu Lockheed Martin rozpoczął prace nad prototypem, wykorzystując technologię radaru pracującego w paśmie Ka i gotowy już zespół napędowy. Zespół badawczo-konstrukcyjny działu Missiles and Fire Control (ang. Pocisków i Kontroli Ognia) koncernu Lockheed Martin opracował technologię Hit-to-Kill, która pomyślnie przeszła trzy pierwsze testy niszczenia celów. Całemu programowi nadano nazwę Flexible Lightweight Agile Guided Experiment (FLAGE) (Eksperyment Lekkiego, Elastycznego i Inteligentnego Naprowadzania).
Extended Range Interceptor Technology (ERINT)
Po trzech pomyślnie zakończonych testach przeciwko celowi MGM-52 Lance Dowództwo Obrony Strategicznej USA zwiększyło wymagania wobec systemu, domagając się jego zdolności do działania na większych wysokościach, cały program zmienił zaś nazwę na Extended Range Interceptor Technology (ERINT) (Technologia Niszczyciela Rakiet o Zwiększonym Zasięgu).
Missile Segment Enhacement (MSE)
W 2002 roku Lockheed Martin otrzymał kontrakt na budowę i dostarczenie Armii pierwszych pocisków najnowszej generacji PAC-3 ERINT/MSE, które stały się podstawą dalszego rozwoju systemu. Specyficzną cechą pocisków systemu PAC-3 jest możliwość wykonywania manewrów z przeciążeniem 30 G na pełnym zakresie zasięgu.

### Wyrzutnia
M901 Launching Station
Wyrzutnia M901 pocisków Patriot jest w pełni kontenerowa, zdalnie obsługiwana i też w pełni kontrolowana przez moduł ECS systemu, korzystający w tym celu z połączenia światłowodowego lub VHF data link. M901 posiada własne pokładowe źródło zasilania i przenosi do czterech kanistrów mieszczących po jednym pocisku PAC-2 (MIM-104C, GEM, GEM+, GEM-T) każdy, bądź po cztery pociski PAC-3 Configuration 3 każdy. O ile jednak pociski z rodziny PAC-2 mogą być mieszane ze sobą w jednej wyrzutni, o tyle z powodu niewielkich rozmiarów, PAC-3 nie mogą być umieszczone w jednej wyrzutni z żadnymi innymi typami pocisków.
Pozycjonowanie
Wyrzutnia M901 umieszczona jest na naczepie M-860 ciągnionej przez ciężarówkę M983 HEMTT. Zespół urządzeń poziomowania pozwala na umieszczenie zespołu pod kątem odchyłu od poziomu do 10°, zaś kierunek ustawienia wyrzutni do strzału, może być zmieniany w poziomie w azymucie ±110°. W związku z faktem, iż prawidłowe wypozycjonowanie i wyrównanie wyrzutni jest krytycznym elementem przygotowania do strzału, wyrzutnia musi być precyzyjnie ustawiona przed startem pocisku.
Zasilanie
Generator prądotwórczy wyrzutni umieszczony jest na zaczepie naczepy i składa się ze zbiornika paliwa o pojemności 56,8 litrów oraz napędzanego silnikiem Diesla generatora o mocy 15 kW produkującego prąd o częstotliwości 400 Hz i napięciu 120/208V.
M983 HEMTT
Jedna z pięciu konfiguracji serii Oshkosh HEMTT (Heavy Expanded Mobility Tactical Truck) produkowanej przez Oshkosh Truck Corporation z 8-cylindrowym dwusuwowym silnikiem Diesla typu V o mocy 450 KM, 2100 obr./min, model: 8V92TA, produkowanym przez Detroit Diesel Allison.
Enhanced Launcher Electronics System
Każda wyrzutnia systemu PAC-3 zawiera ulepszony system elektroniczny Enhanced Launcher Electronics System (ELES), skrzynkę przyłączową zawierającą komputer diagnostyczny Launching Station Diagnostic Unit (LSDU) nowy interfejs i przewody startowe do pocisków PAC-3. System ELES pełni funkcję elektrycznego interfejsu pomiędzy wyrzutnią i pociskami a umieszczonym w odległości do 1000 metrów ECS, łącząc je z jednostką zarządzającą za pomocą przewodów światłowodowych lub fal radiowych w zakresie VHF (SINCGARS). ELES zawiera pulpit kontroli startu, pulpit kontroli silnika wyrzutni, pulpit kontroli zasilania, panel interfejsu łącznika wyrzutni oraz skrzynkę przyłączową (J-box). J-box sprzęga ELES i kanistry pocisków. W trakcie działań operacyjnych, ELES może być połączony z szesnastoma pociskami PAC-3 lub czterema PAC-2, w dowolnej konfiguracji (STS, SOJC, ATM lub GEM), przy czym – jak już wcześniej wspomniano – nie jest możliwe jednoczesne umieszczenie w wyrzutni pocisków PAC-3 i PAC-2.
ELES zastąpił elektroniczny moduł wyrzutni Launcher Electronics Module (LEM) w tym samym miejscu, natomiast urządzenie rozdzielające zasilanie LEM – PDU, zostało zastąpione urządzeniem niezbędnym dla funkcjonowania ELES – PCU.

### Radar
System PAC-3 C3 wyposażony jest w pozbawiony elementów ruchomych radar AN/MPQ-65 ze skanowaniem fazowym. Radar ten zawiera znaczące usprawnienia wyszukiwania i wykrywania zagrożeń względem radaru AN/MPQ-53 systemu MIM-104, nowoczesny system identyfikacji oraz zwiększoną sprawność przechwytywania. Dodatkowo, możliwości wyszukiwawcze radaru zostały rozszerzone o funkcje automatycznego dostosowywania się do zmieniających się warunków działania. Radar trzeciej konfiguracji posiada dodatkowe sektory wyszukiwania, co zwiększa możliwości systemu w zakresie wyszukiwania i śledzenia taktycznych pocisków balistycznych (TBM) oraz sektory HACM (High Altitude Cruise Missile), dzięki którym zwiększone zostały możliwości systemu w zakresie wykrywania, śledzenia i zwalczania pocisków manewrujących wystrzeliwanych z samolotów.

### Zarządzanie systemem
Engagement Control Station
Centralną jednostką zarządzającą systemem Patriot jest moduł AN/MSQ-104 Engagement Control Station (ECS). Ów skomputeryzowany i jedyny bezpośrednio nadzorowany przez człowieka moduł systemu PAC-3, kontroluje pracę radaru, przetwarza dane o pocisku w locie oraz przekazywane przez niego dane o celu, oblicza trajektorię celu, miejsce i czas jego przechwycenia oraz prędkość i trajektorię pocisku przechwytującego. Przetwarza również informacje o aktywności innych jednostek i baterii Patriot. Na etapie przygotowania do przechwycenia, moduł ten podejmuje również decyzje dotyczące liczby pocisków niezbędnych do przechwycenia celu, oraz użytej do tego celu wyrzutni, w pełni je przy tym kontrolując za pomocą łącza światłowodowego lub zapasowego radiowego łącza Data Link Terminal (DLT) działającego w zakresie fal VHF.
ECS umieszczony jest w odseparowanym od środowiska zewnętrznego klimatyzowanym pomieszczeniu zamontowanym na pięciotonowej ciężarówce M927, przystosowanej do transportu lotniczego na pokładach samolotów C-141 Starlifter oraz C-5 Galaxy. ECS zawiera komputery kontroli broni i ognia, trzy wielokanałowe stacje radiowe UHF oraz multipleksowe terminale zarządzania, 5 modemów chronionej łączności radiowej w warunkach bojowych SINCGAR (Single Channel Ground and Airborne Radio System), oraz szereg innych urządzeń pomocniczych i kontrolnych.

### System
| ELEMENT SYSTEMU                                                                     | Waga      | Wysokość | Szerokość | Długość |
| ----------------------------------------------------------------------------------- | --------- | -------- | --------- | ------- |
| Zespół radaru AN/MPQ-65 z ciągnikiem M983                                           | 35 484 kg | 3,61 m   | 2,90 m    | 17,00 m |
| Engagement Control Station AN/MSQ-104 z ciągnikiem M927                             | 17 131 kg | 3,63 m   | 2,73 m    | 9,78 m  |
| Electric Power Plant III z ciągnikiem M977                                          | 27 174 kg | 3,43 m   | 2,59 m    | 10,18 m |
| Grupa masztów anteny z ciągnikiem M942                                              | 16 860 kg | 3,58 m   | 2,52 m    | 10,71 m |
| Wyrzutnia M901 (PAC-3) bez pocisków + M983                                          | 15 876 kg | 3,50 m   | 2,87 m    | 10,26 m |
| Wyrzutnia M901 (PAC-3) z 16 pociskami z ciągnikiem M983 i naczepą                   | 24 291 kg | 3,99 m   | 2,87 m    | 10,26 m |
| Zestaw 16 pocisków PAC-3 w kanistrach, bez ciągnika i naczepy                       | 8 415 kg  | 1,98 m   | 2,15 m    | 6,10 m  |
| Electric Power Unit II PU804 z pełnym zbiornikiem paliwa, na naczepie, bez ciągnika | 2 685 kg  | 2,13 m   | 2,41 m    | 4,19 m  |
| Centrum obsługi technicznej z ciągnikiem M932                                       | 18 452 kg | 3,48 m   | 2,49 m    | 14,04 m |
| Mały transporter części zamiennych z ciągnikiem M932                                | 17 867 kg | 3,38 m   | 2,49 m    | 14,04 m |
| Duży transporter części zamiennych z ciągnikiem M977                                | 18 253 kg | 3,63 m   | 2,57 m    | 10,19 m |
| Transporter pocisków bez pocisków: ciągnik M985E z naczepą                          | 18 638 kg | 1,85 m   | 2,57 m    | 10,89 m |
| Centrala informacyjno-koordynacyjna AN/MSQ-16 z ciągnikiem M928<                    | 16 783 kg | 3,66 m   | 2,60 m    | 9,78 m  |
| Komunikacyjny Zespół Przekaźnikowy (CRG) AN/MRC-137 z ciągnikiem M927               | 15 735 kg | 3,66 m   | 2,60 m    | 9,78 m  |
| Taktyczne Centrum Dowodzenia: AN/MSQ-129 z M934A1                                   | 13 309 kg | 3,61 m   | 2,49 m    | 9,21 m  |
| Heavy Expanded Mobility Tactical Truck (HEMTT) M983 (bez paliwa)                    | 14 914 kg | 2,82 m   | 2,58 m    | 8,98 m  |
| Heavy Expanded Mobility Tactical Truck (HEMTT) M983 (z 2500 galonów paliwa)         | 17 311 kg | 2,82 m   | 2,58 m    | 8,98 m  |
| Heavy Expanded Mobility Tactical Truck (HEMTT) M984A1 Wrecker                       | 23 088 kg | 2,82 m   | 2,58 m    | 9,97 m  |
| Electric Power Plant (ERP) III na M977                                              | 24 000 kg | 3,43 m   | 2,59 m    | 10,18 m |
| Paliwo JP-8 (1 galon)                                                               | 3,04 kg   | –        | –         | –       |
| Woda (1 galon)                                                                      | 3,63 kg   | –        | –         | –       |

## Operacje bojowe
Nauczona fatalnymi doświadczeniami z pierwszej wojny w zatoce, US Army skierowała do akcji w ramach operacji „Iracka Wolność” najnowszą generację pocisków Patriot, wyspecjalizowaną w zwalczaniu pocisków rakietowych i ultraszybkich pocisków balistycznych generację PAC-3, która dopiero co weszła na uzbrojenie oddziałów armii amerykańskiej, wspartą zmodernizowanymi systemami PAC-2: MIM-104D PAC-2/GEM oraz MIM-104E PAC-2/GEM+ – w sumie 60 wyrzutni PAC. Wprowadzenie do użytku specjalistycznych rakiet PAC-3 działających w systemie hit-to-kill oraz najnowszych i ostatnich już wersji PAC-2, znakomicie poprawiło wyniki zwalczania irackich rakiet balistycznych Al Samoud-2 i Ababil-100. Powojenne raporty opisywały użycie PAC-3 i PAC-2/GEM w 2003 roku jako „olbrzymi sukces”, choć z tym sukcesem wiązało się niestety również kilka tragedii. Baterie Patriot brały udział w dziewięciu akcjach bojowych przeciwko pociskom balistycznym wymierzonym w jednostki koalicji antyirackiej, w tym jeden pocisk wymierzony bezpośrednio w sztab słynnej jeszcze z czasów lądowania w Normandii (Operacja Overlord) 101 Dywizji Powietrznodesantowej i jeden wymierzony we Wspólne Dowództwo Sił Lądowych (Combined Land Forces Command Center) – najwyższe w tym czasie dowództwo koalicyjne w Iraku. W ośmiu przypadkach uzyskano bezpośrednie – potwierdzone przez różne sensory – trafienia (w tym trafienia HTK, choć większość celów była zwalczana przez systemy GEM i GEM+, nie zaś PAC-3), zestrzelenie dziewiątej rakiety zaś określono jako „wysoce prawdopodobne”. Żadna z 9 przechwytywanych rakiet nie wyrządziła jakichkolwiek szkód. Irak wystrzelił też 6 innych rakiet, ale nie były one przechwytywane, gdyż zmierzały w stronę terenów, na których nie mogły wyrządzić żadnych szkód. Bateria Echo, 2 batalionu, 43rd Air Defense Artillery z sukcesem odpaliła pierwszy pocisk Lockheed Martin PAC-3 w akcji bojowej. Baterie Patriot osiągnęły bardzo wysoki współczynnik skutecznych przechwyceń taktycznych rakiet balistycznych Al Samoud-2 and Ababil-100, chociaż podobnie jak wszystkie inne systemy przeciwlotnicze i przeciwrakietowe w Iraku, zostały „pobite” przez prymitywny manewrujący pocisk przeciwokrętowy chińskiej konstrukcji CSS-C-3 Seersucker, który jednak nie wyrządził większych szkód. Jak później stwierdzono, tor lotu tego pocisku nie znajdował się w zasięgu żadnej aktywnej broni będącej w stanie go zestrzelić.
Użycie baterii Patriot w 2003 było pierwszym przypadkiem manewrowego wykorzystania tego rodzaju systemów. Do tej pory systemy te używane były w stacjonarnych, niezmiernie kłopotliwych w transporcie stanowiskach bojowych. Tym razem użyto systemów mobilnych, przemieszczających się w kierunku Bagdadu wraz z ochranianymi przez nie wojskami, co jednak spowodowało określone trudności w komunikacji między jednostkami, które doprowadziły do przypadków ognia bratobójczego.

### Ogień bratobójczy
Udział systemów Patriot w operacji Iracka Wolność wiąże się z trzema, z kilku przypadków bratobójczego ognia w Iraku:
- Zestrzelenie brytyjskiego samolotu Panavia Tornado[5] GR.4A ZG710 'D' co doprowadziło do śmierci pilota i nawigatora.
Incydent miał miejsce na skutek błędnego sklasyfikowania samolotu przez system jako pocisk przeciwradarowy, co jest rodzajem zagrożenia zwalczanym przez system automatycznie. Błąd został spowodowany wieloma przyczynami. Po pierwsze pilot brytyjskiego samolotu podchodził do lądowania dokładnie nad aktywną baterią Patriot, po drugie, projektanci systemu Patriot zbyt szeroko zaprogramowali parametry rakiet antyradarowych, co pozwoliło komputerom zestawu Patriot na zakwalifikowanie jako pocisk tego typu nawet tak dużego samolotu jak Tornado, po trzecie – reżim zwalczania rakiet antyradarowych niepotrzebnie w ogóle był aktywny, gdyż Irak nie dysponował bronią antyradarową, po czwarte bateria Patriot akurat straciła łączność z wyższym szczeblem dowodzenia oraz po piąte w końcu – i to prawdopodobnie było najważniejszą przyczyną wypadku – nadlatujący Tornado miał wyłączony system identyfikacji IFF, który gdyby działał, natychmiast wyprowadziłby z błędu system komputerowy baterii.
- Ostrzelanie baterii PAC-3 przez własny samolot F-16 Falcon.
Radarowy pokładowy system ostrzegawczy samolotu błędnie zidentyfikował baterię Patriot jako wrogą baterię SA-2. W tym czasie bateria ta ochraniała sztab 101 Dywizji Powietrznodesantowej. F-16 odpalił pocisk antyradarowy AGM-88 HARM, który uderzył bezpośrednio w czoło systemu radarowego baterii Patriot, wyłączając ją z akcji. Bateria została zmuszona do wymiany radaru z inną jednostką sąsiedniej strefy. Zamieniony radar nie przeszedł jeszcze wszystkich wymaganych testów po zainstalowaniu modyfikacji związanych z systemem PAC-3 i bateria ta stała się odpowiedzialna za następny bratobójczy incydent.
- Zestrzelenie F/A-18C Block 46 Hornet[5]. Również tym razem pilot nie przeżył.
Wypadek był rezultatem błędu zarówno systemu, jak i człowieka. System automatycznie podjął walkę z błędnie sklasyfikowanym jako taktyczny pocisk balistyczny samolotem F/A-18C. Według systemu komputerowego pocisk nadlatywał z rejonu Karbali, gdzie aktualnie toczyły się walki lądowe. Oficer operujący systemem oraz oficer wyższego szczebla nie sprawdzili prędkości i wysokości lotu „pocisku”, skutkiem czego nie zrobili niczego, aby zapobiec tragicznej pomyłce systemu. Na krótko przed tym zdarzeniem ten sam samolot został namierzony przez inną baterię, w tamtym jednak przypadku w porę został wydany rozkaz zatrzymania akcji.

### Wnioski ogólne z operacji
W pooperacyjnym sprawozdaniu Defense Science Board (DSB) (Zarządu Naukowego ds. Obrony), będącego naukowym ciałem doradczym Sekretarza Obrony USA, na podstawie analizy materiałów zebranych w trakcie operacji Iracka Wolność wysunięto trzy podstawowe wnioski:
- Bardzo słaby i wymagający natychmiastowej poprawy jest system identyfikacji IFF.
W tych warunkach, przy natężeniu ok. 41 000 lotów wykonanych przez samoloty koalicji i obecnych na terenie operacji 60 wyrzutniach Patriot, można mówić o sukcesie związanym z wystąpieniem tylko jednego wypadku zestrzelenia własnego samolotu w związku z niezadziałaniem systemu IFF.
- Niedoskonałości systemu komunikacji i wymiany informacji,
zwłaszcza pomiędzy wielkimi systemami obronnymi Patriot, AWACS oraz AEGIS, szczególnie w sytuacji, gdy niejednokrotnie obsługi wyrzutni Patriot pozostawały bez łączności nawet ze swoim bezpośrednimi dowództwami.
- Zbyt duża automatyzacja działań systemu.
Automatyzacja systemu Patriot została ustanowiona na wypadek zmasowanego ataku balistycznego, nie sprawdzała się natomiast przy dość słabym irackim ostrzale balistycznym w trakcie operacji Iraqi Freedom.

Każdy z powyższych czynników odegrał swoją rolę w wystąpieniu przypadków ognia bratobójczego, a także miał wpływ na pozostałe aspekty działań systemu Patriot w trakcie tej operacji.